# Яблунівка (Обухівський район)
Яблуні́вка — село в Україні, в Обухівському районі Київської області. Населення становить 262 осіб.

## Населення

### Мова
Розподіл населення за рідною мовою за даними перепису 2001 року:
| Мова       | Кількість | Відсоток |
| ---------- | --------- | -------- |
| українська | 250       | 95.42%   |
| російська  | 12        | 4.58%    |
| Усього     | 262       | 100%     |

## Географія
Селом протікає річка Трубай.

## Видатні люди
В поселенні народилися:
- Василь Трубай (Василь Володимирович Карасьов, 1952) — український прозаїк, поет, драматург, публіцист. Член НСПУ.
- Михайло Володимирович Карасьов (1949— 2024) — український письменник.